# Internationaux de Strasbourg 2024
Internationaux de Strasbourg 2024 byl tenisový turnaj na ženském profesionálním okruhu WTA Tour, hraný v městském areálu Tennis Club de Strasbourg. Třicátý osmý ročník Internationaux de Strasbourg probíhal mezi 19. a 25. květnem 2024 ve francouzském Štrasburku na otevřených antukových dvorcích jako poslední příprava před grandslamovým Roland Garros.
Turnaj s výrazně navýšenou dotací 922 573 eur poprvé patřil do kategorie WTA 500, do níž byl povýšen z úrovně WTA 250. Nejvýše nasazenou singlistkou se stala šestá tenistka světa Markéta Vondroušová z Česka, kterou ve čtvrtfinále vyřadila Kalininová. Jako poslední přímá účastnice do dvouhry nastoupila kanadská 35. hráčka žebříčku Leylah Fernandezová. Startovní pole dvouhry bylo zredukováno z 32 na 28 singlistek. V důsledku invaze Ruska na Ukrajinu na konci února 2022 řídící organizace tenisu ATP, WTA a ITF s grandslamy rozhodly, že ruští a běloruští tenisté mohli dále na okruzích startovat, ale do odvolání nikoli pod vlajkami Ruska a Běloruska.
Osmý singlový titul na okruhu WTA Tour, a šestý v kategorii WTA 500, vybojovala 29letá Američanka Madison Keysová. Soutěží prošla bez ztráty setu. Čtyřhru ovládl španělsko-rumunský pár Cristina Bucșová a Monica Niculescuová, jehož členky získaly první společnou trofej.

## Rozdělení bodů a finančních odměn

### Rozdělení bodů
| Soutěž  | Soutěž | vítězky | finalistky | semifinalistky | čtvrtfinalistky | 16 v kole | 28 v kole | Q  | Q2 | Q1 |
| ------- | ------ | ------- | ---------- | -------------- | --------------- | --------- | --------- | -- | -- | -- |
| dvouhra | [ 2 ]  | 500     | 325        | 195            | 108             | 60        | 1         | 25 | 13 | 1  |
| čtyřhra | [ 7 ]  | 500     | 325        | 195            | 108             | 1         | —         | —  | —  | —  |

### Finanční odměny
| Soutěž                                | Soutěž      | vítězky   | finalistky | semifinalistky | čtvrtfinalistky | 16 v kole | 28 v kole | Q2      | Q1      |
| ------------------------------------- | ----------- | --------- | ---------- | -------------- | --------------- | --------- | --------- | ------- | ------- |
| dvouhra                               | [ 2 ] [ 8 ] | 123 480 € | 76 225 €   | 44 526 €       | 23 435 €        | 11 925 €  | 8 550 €   | 7 010 € | 4 200 € |
| čtyřhra                               | [ 7 ]       | 41 210 €  | 24 970 €   | 14 280 €       | 7 400 €         | 4 470 €   | —         | —       | —       |
| částky ve čtyřhře jsou uváděny na pár |             |           |            |                |                 |           |           |         |         |

## Ženská dvouhra

### Nasazení

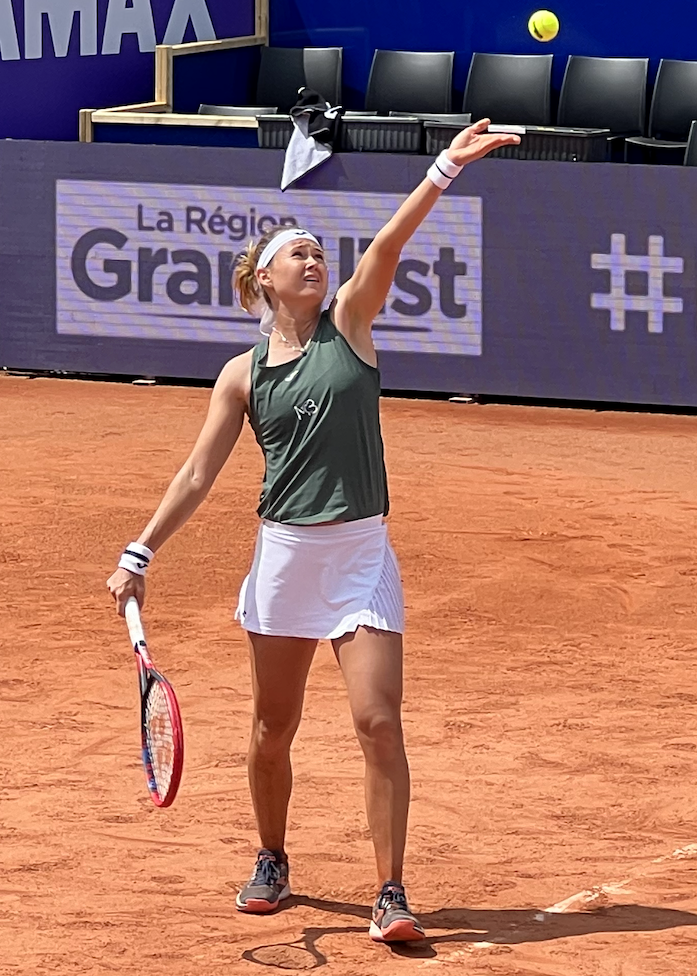
Marie Bouzková na podání

| Stát                          | Hráčka                     | WTA | Nasazení |
| ----------------------------- | -------------------------- | --- | -------- |
| Česko                         | Markéta Vondroušová        | 6.  | 1.       |
| Brazílie                      | Beatriz Haddad Maiová      | 13. | 2.       |
| USA                           | Danielle Collinsová        | 15. | 3.       |
| USA                           | Madison Keysová            | 16. | 4.       |
|                               | Ljudmila Samsonovová       | 17. | 5.       |
|                               | Jekatěrina Alexandrovová   | 18. | 6.       |
| Ukrajina                      | Elina Svitolinová          | 19. | 7.       |
|                               | Anastasija Pavljučenkovová | 21. | 8.       |
| Žebříček WTA k 6. květnu 2024 |                            |     |          |

### Jiné formy účasti
Následující hráčky obdržely divokou kartu do hlavní soutěže:
- Alizé Cornetová
- Fiona Ferrová
- Karolína Plíšková
- Markéta Vondroušová

Následující hráčky postoupily z kvalifikace:
- Erika Andrejevová
- Cristina Bucșová
- Magdalena Fręchová
- Julia Putincevová

### Odhlášení
před zahájením turnaje
- Elise Mertensová → nahradila ji  Wang Sin-jü
- Linda Nosková → nahradila ji  Magda Linetteová
- Jasmine Paoliniová → nahradila ji  Kateřina Siniaková
- Jessica Pegulaová → nahradila ji Anastasija Potapovová
- Dajana Jastremská → nahradila ji  Clara Burelová

## Ženská čtyřhra

### Nasazení
| Stát                                                                      | Hráčka                      | Stát      | Hráčka                   | WTA | Nasazení |
| ------------------------------------------------------------------------- | --------------------------- | --------- | ------------------------ | --- | -------- |
| USA                                                                       | Nicole Melichar-Martinezová | Austrálie | Ellen Perezová           | 14. | 1.       |
| Nizozemsko                                                                | Demi Schuursová             | Brazílie  | Luisa Stefaniová         | 21. | 2.       |
| Japonsko                                                                  | Šúko Aojamová               | Ukrajina  | Ljudmyla Kičenoková      | 38. | 3.       |
| USA                                                                       | Desirae Krawczyková         | USA       | Bethanie Mattek-Sandsová | 40. | 4.       |
| Žebříček WTA k 6. květnu 2024; číslo je součtem umístění obou členek páru |                             |           |                          |     |          |

### Jiné formy účasti
Následující pár obdržel divokou kartu:
- Chloé Paquetová /  Diane Parryová

## Přehled finále

### Ženská dvouhra
- Madison Keysová vs.  Danielle Collinsová, 6–1, 6–2

### Ženská čtyřhra
- Cristina Bucșová /  Monica Niculescuová vs.  Asia Muhammadová /  Aldila Sutjiadiová, 3–6, 6–4, [10–6]

## Galerie

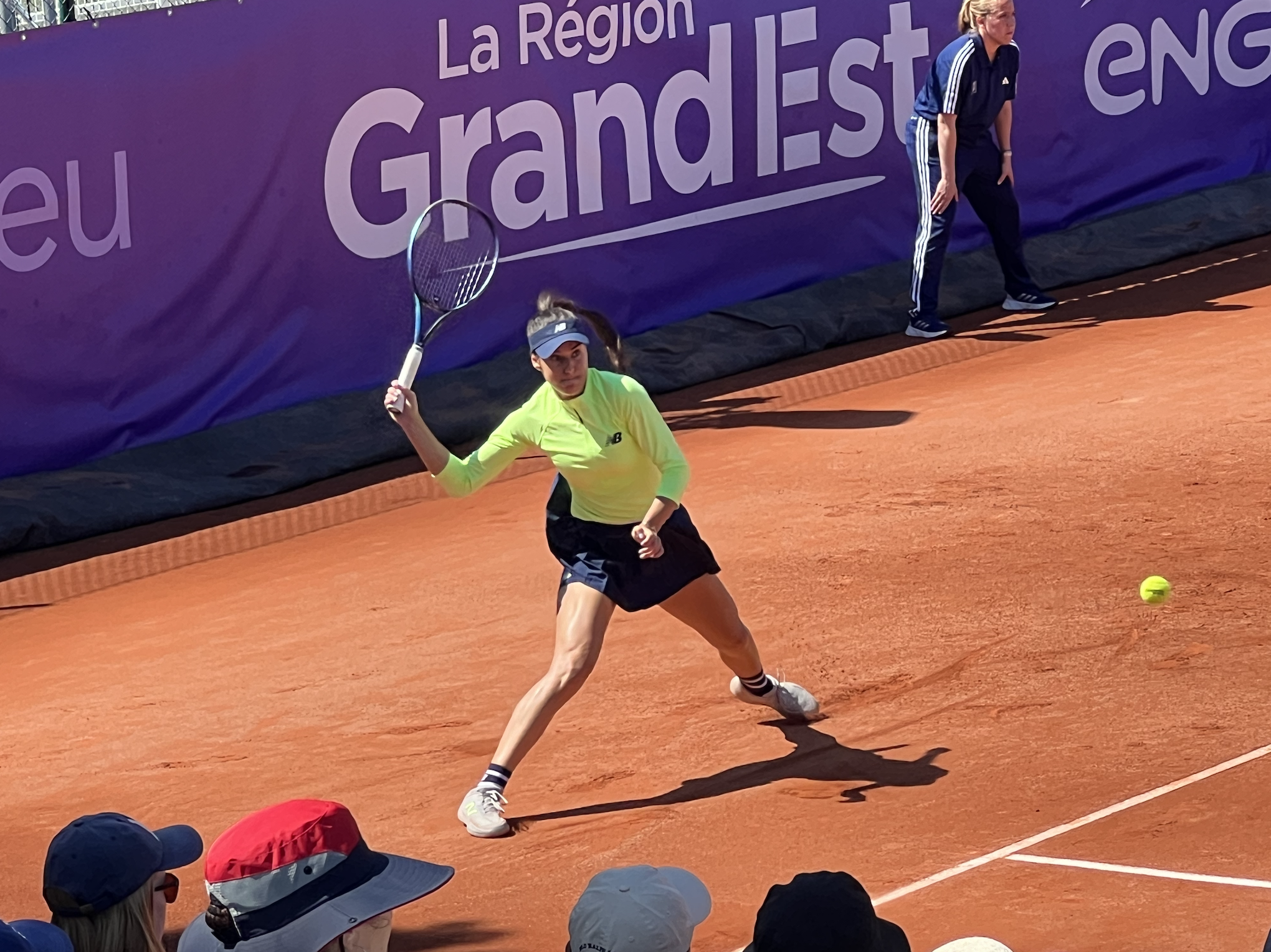
Sorana Cîrsteaová
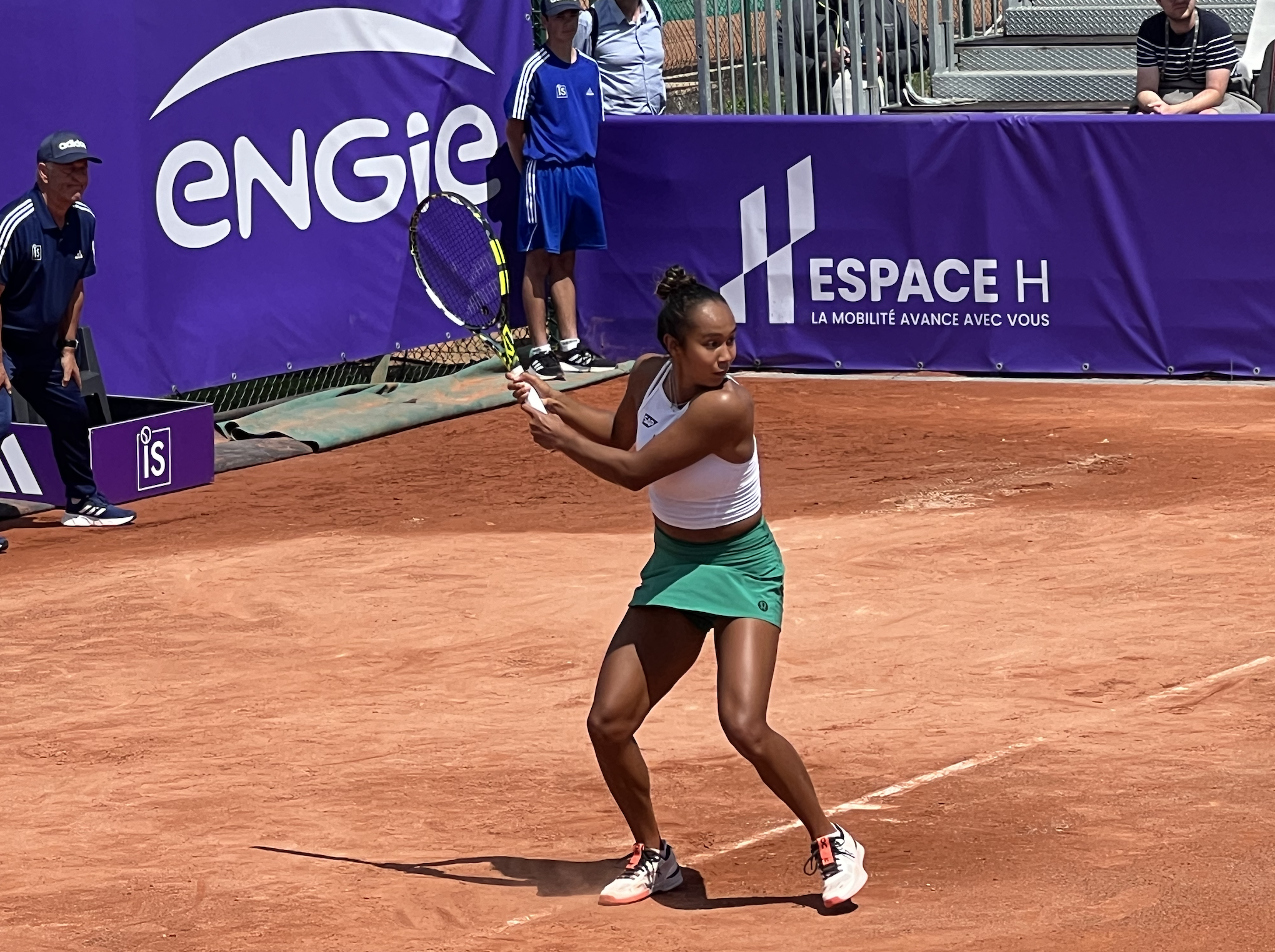
Leylah Fernandezová
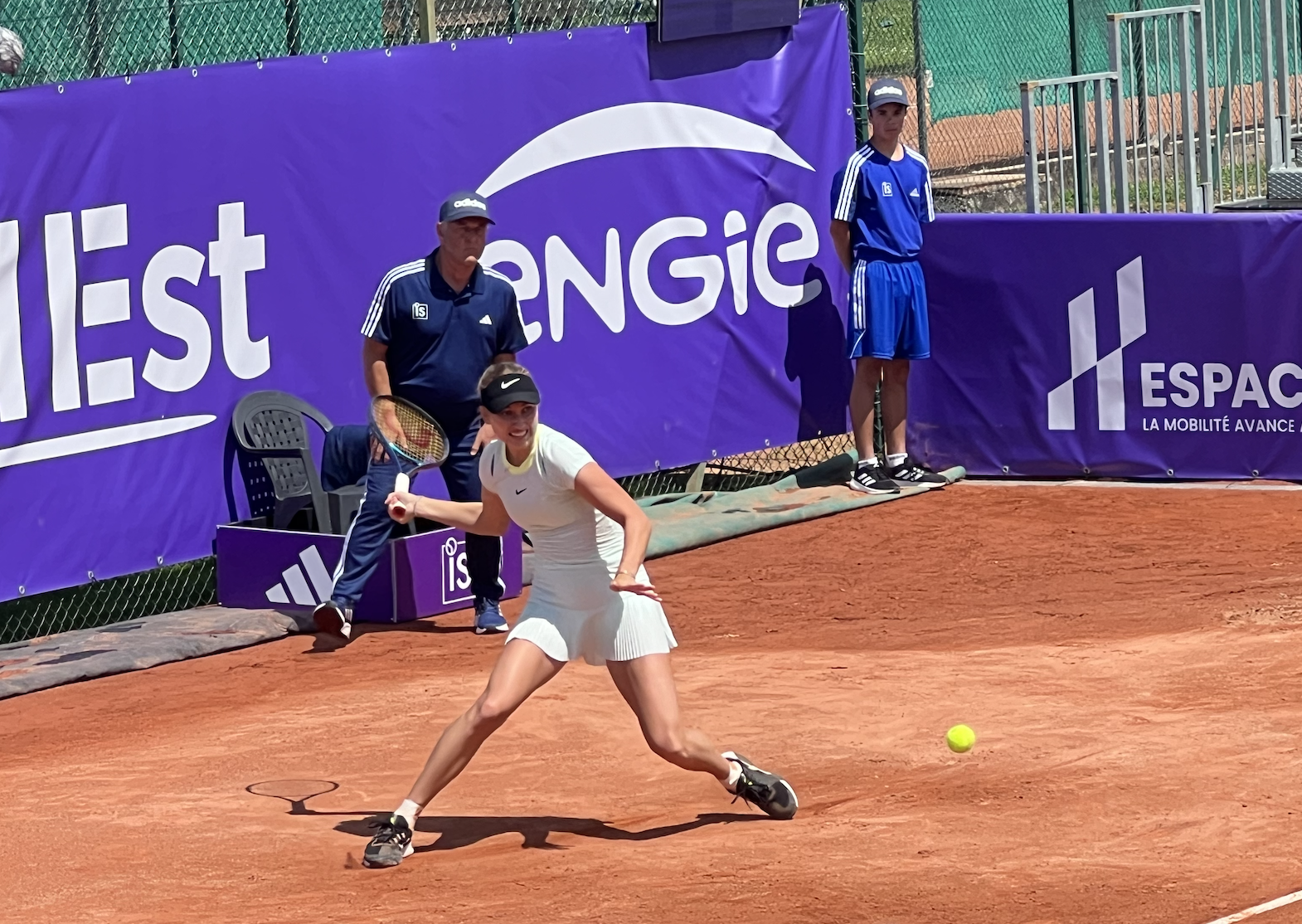
Anastasija Potapovová
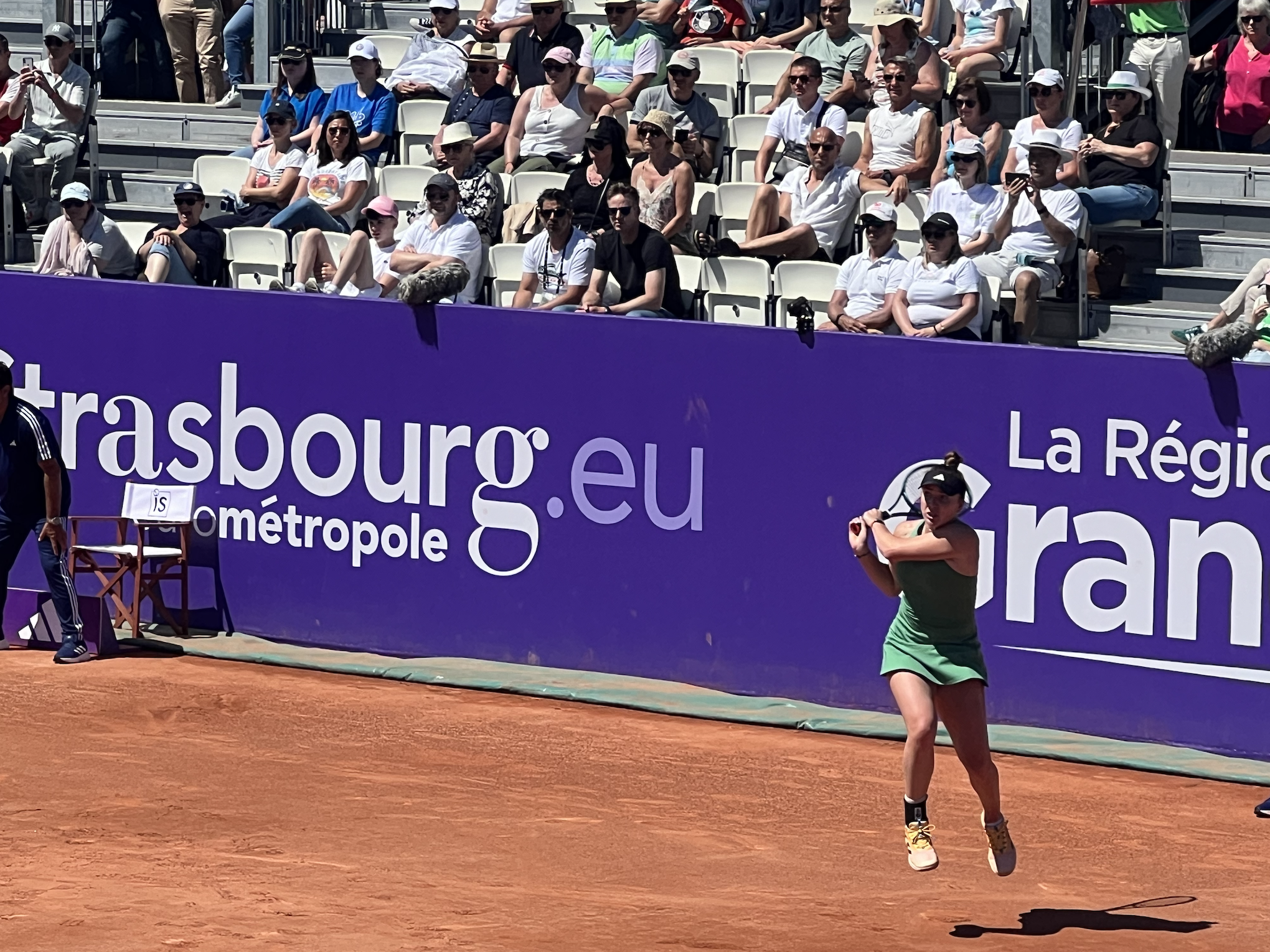
Elina Svitolinová
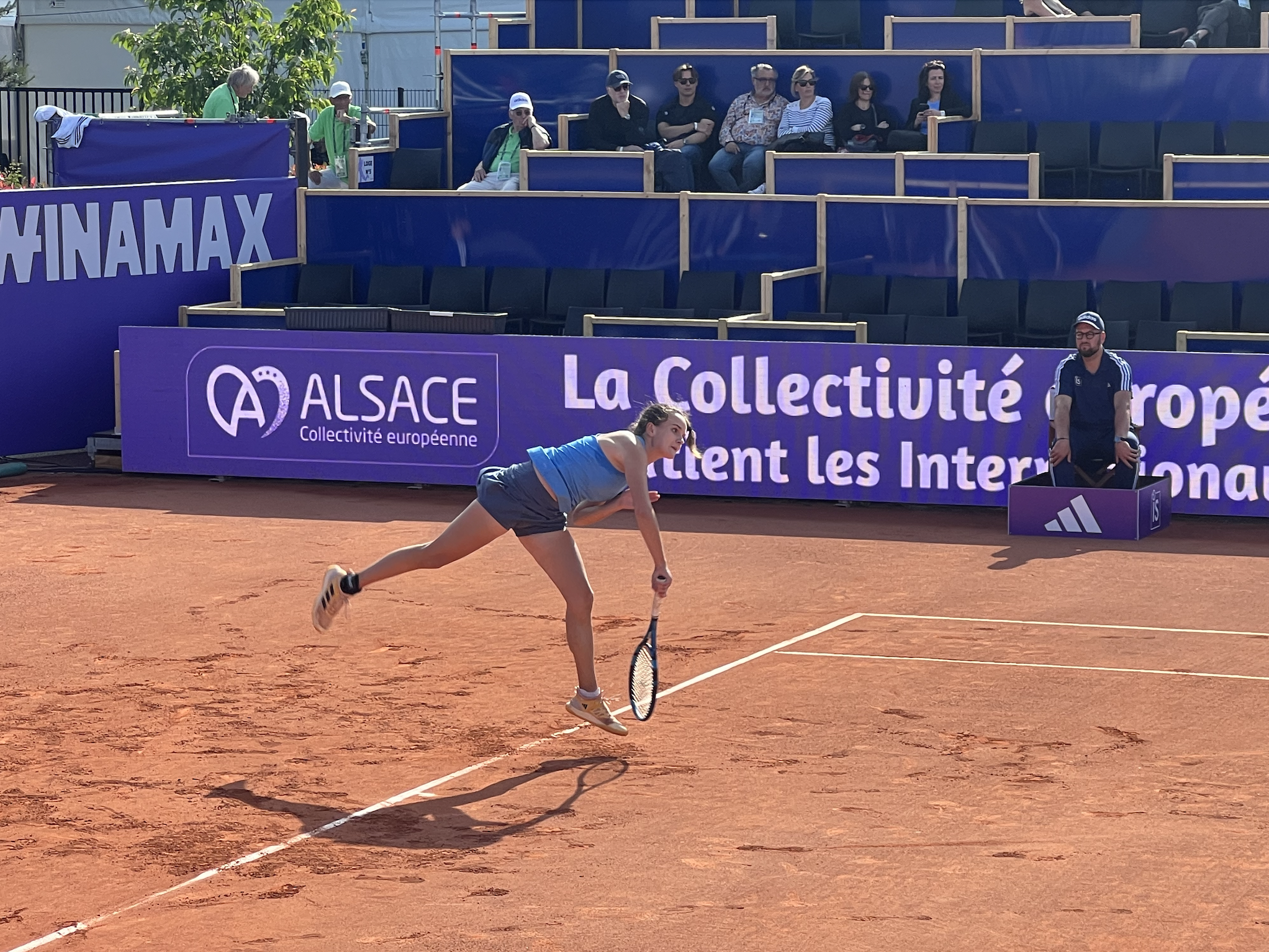
Clara Burelová
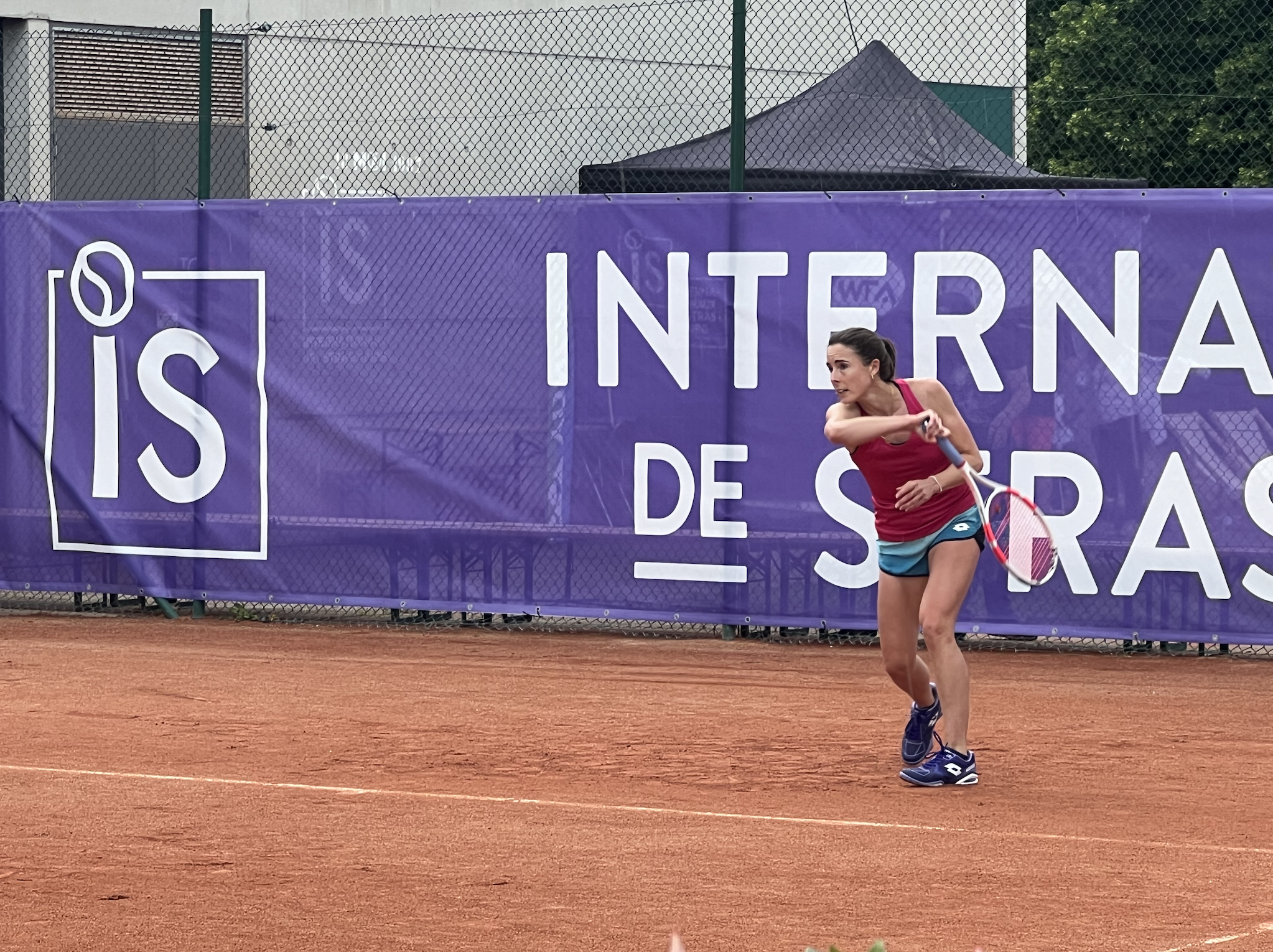
Alizé Cornetová
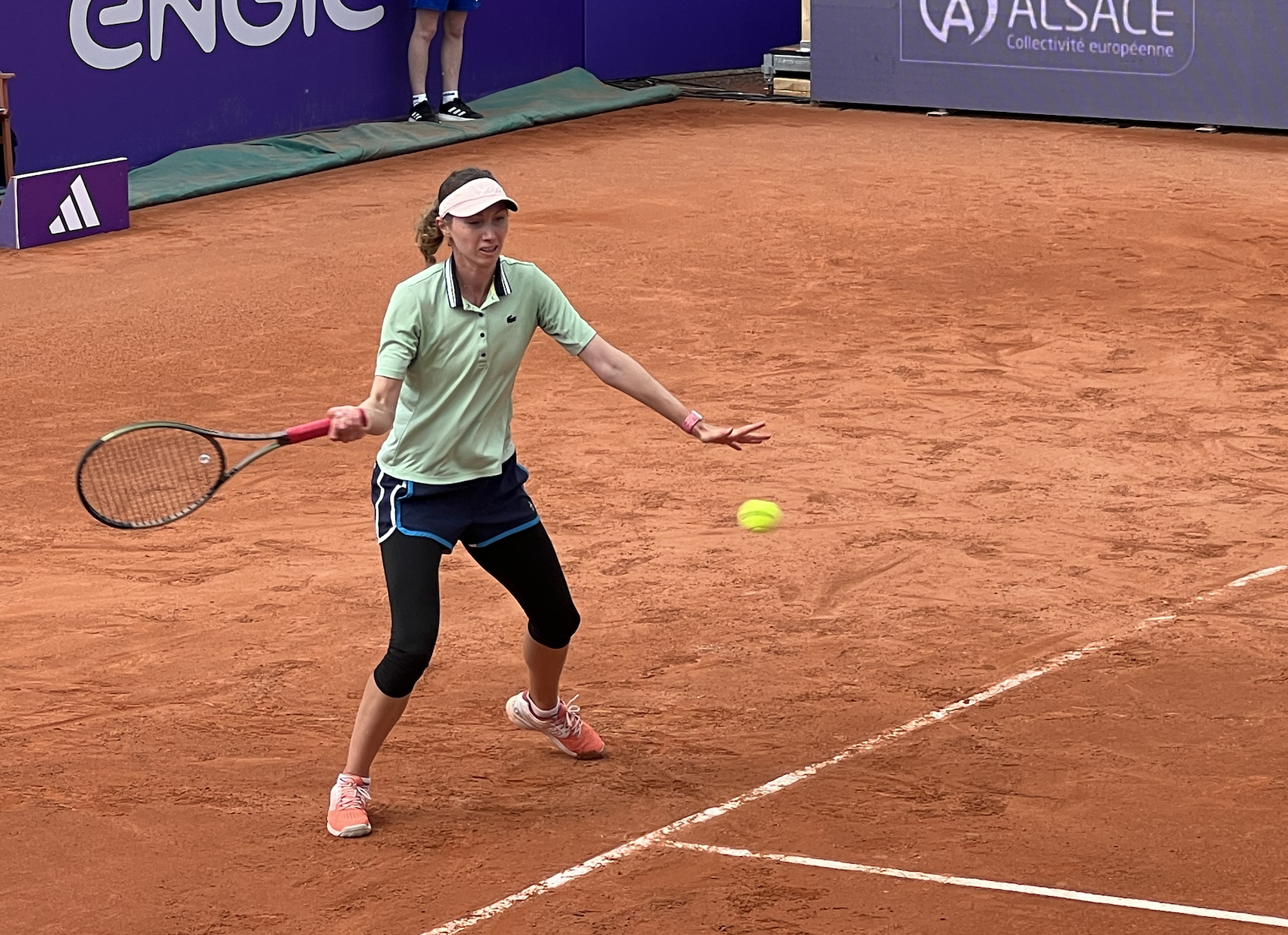
Cristina Bucșová
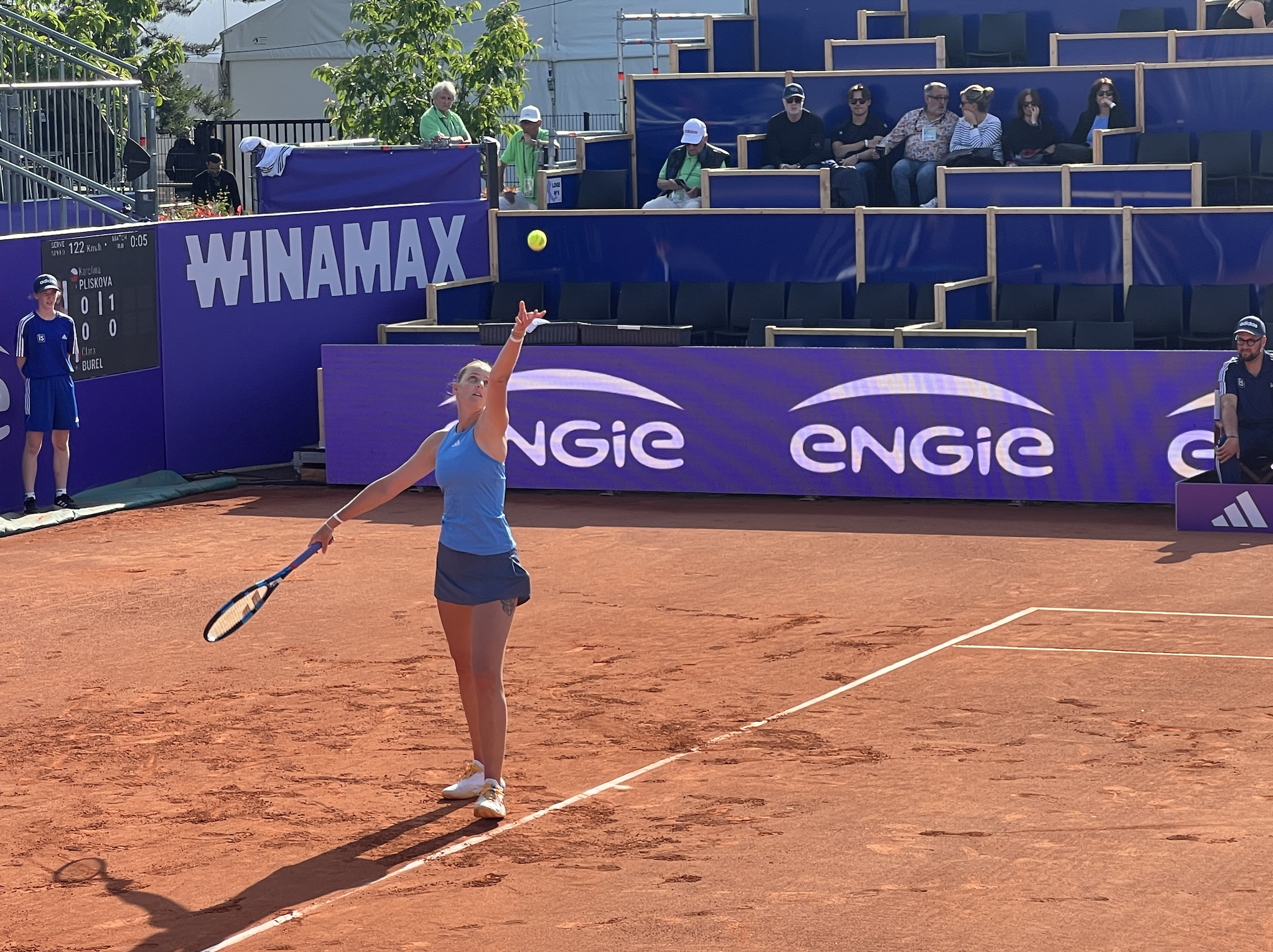
Karolína Plíšková